# Río Gallegos (fleuve argentin)
Pour les articles homonymes, voir Gallegos.
Le río Gallegos est un fleuve de Patagonie argentine qui coule dans la province de Santa Cruz. Il est peu abondant et parfois à sec.

## Géographie
Le río Gallegos nait dans la cordillère des Andes de l'union des ríos Penitente et Rubens, qui viennent du Chili. Il longe d'ouest en est la frontière chilienne qui a la même orientation que lui à ce niveau. Il finit par se jeter dans la mer Argentine au niveau de la ville de Río Gallegos par une large ría, la ría Gallegos. Celle-ci est quotidiennement envahie par les marées qui peuvent atteindre une amplitude de 14 mètres en ces lieux.  

## Débit
Son débit interannuel moyen mesuré durant la période 1993-2000 à Puente Blanco (au niveau de la route nationale 40), se monte à 34,2 m3/s.